# Mareuil-le-Port
Mareuil-le-Port is een gemeente in het Franse departement Marne (regio Grand Est). De plaats maakt deel uit van het arrondissement Épernay. Mareuil-le-Port 
telde op 1 januari 2022 1.151 inwoners.

## Geografie
De oppervlakte van Mareuil-le-Port bedroeg op 1 januari 2022 8,96 vierkante kilometer; de bevolkingsdichtheid was toen 128,5 inwoners per km².

## Demografie
Onderstaande figuur toont het verloop van het inwonertal (bron: INSEE-tellingen).